# Chen Jiakang
Chen Jiakang (chinesisch 陈家康, Pinyin Chén Jiākāng; * Januar 1913 in Wuxue, Hubei; † 7. Juli 1970) war ein Diplomat der Volksrepublik China, der zwischen 1956 und 1965 Botschafter in Ägypten sowie in Personalunion von 1958 bis 1963 Botschafter im Jemen war. Danach fungierte er von 1965 bis zu seinem Tode 1970 als Vize-Außenminister.

## Leben
Chen Jiakang absolvierte ein Studium an der Wuhan-Universität und trat im Winter 1934 der Allianz linker Sozialwissenschaftler in Shanghai bei. Im Dezember 1935 wurde er Mitglied der Kommunistischen Partei Chinas (KPCh). In der Folgezeit war er Mitglied des Militärkomitees der Provinz Jiangsu und Direktor von deren 4. Abteilung, Sekretär des stellvertretenden Vorsitzenden der KPCh, Zhou Enlai, Mitglied des Außenpolitischen Ausschusses des Südbüros des Zentralkomitee der Kommunistischen Partei Chinas (ZK) und stellvertretender Direktor von deren Außenpolitischer Gruppe. Später war er Sprecher der KPCh in Shanghai, Direktor der Ersten Sektion der Außenpolitischen Gruppe der Zentralen Militärkommission (ZMK), ehe er Sekretär von Dong Biwu war, Vertreter der KPCh in der chinesischen Delegation bei der Konferenz von San Francisco. Auf dem VII. Parteitag (23. April bis 11. Juni 1945) wurde er Kandidat des ZK.
Nach Gründung der Volksrepublik China am 1. Oktober 1949 wurde Chen Mitglied des ZK der Neuen Demokratischen Jugendliga, der Vorgängerorganisation der Kommunistischen Jugendliga der KPCh, und fungierte zwischen 1949 und 1950 als stellvertretender Generaldirektor von deren Abteilung für Beziehungen. 1950 wechselte er ins Außenministerium und war zwischen März 1950 und September 1952 stellvertretender Generaldirektor und kommissarischer Generaldirektor der Asien-Abteilung, deren Generaldirektor er zwischen September 1952 und Juli 1956 war. In dieser Funktion wurde er im Juli 1955 auch Assistierender Außenminister. Im Juli 1956 wurde er erster Botschafter der Volksrepublik China in Ägypten und bekleidete diesen Posten bis Dezember 1965, woraufhin Huang Hua im März 1966 seine dortige Nachfolge antrat. Daneben wurde er im Mai 1958 zugleich erster Botschafter im Jemen und hatte dieses Amt in Personalunion bis Mai 1963 inne, wobei dieser Posten erst im Mai 1964 mit Wang Ruojie neu besetzt wurde. Nach seiner Rückkehr aus Ägypten wurde er im Januar 1966 Vize-Außenminister und übte dieses Amt bis zu seinem Tod am 7. Juli 1970 aus.

## Weblink
- Biografie auf der Homepage des Außenministeriums